# Bopfingen
Bopfingen este un oraș din landul Baden-Württemberg, Germania.